# Jamal Naji
Jamal Naji (1º de novembro de 1954 – 6 de maio de 2018) foi um escritor jordaniano de origem palestina, vivendo e trabalhando em Amã, na Jordânia.
Nasceu em 1954 no campo de refugiados de Aqbat Jaber, na Cisjordânia e se mudou para a Jordânia em 1967, quando ainda era adolescente. Naji começou a escrever com vinte e poucos anos e publicou seu primeiro romance, The Road to Balharith, em 1981. Desde então, ele escreveu vários romances, além de coletâneas de contos e roteiros de televisão. Seu mais recente romance, When the Wolves Grow Old, foi selecionado para o Prêmio Árabe Booker, em 2010.
Foi também presidente da Associação de Escritores da Jordânia de 2001 a 2003. 